# جيمس غيدز
جيمس غيدز هو قاضي ومهندس مدني ومهندس وسياسي أمريكي، ولد في 22 يوليو 1763 في Carlisle, Pennsylvania ‏ في الولايات المتحدة، وتوفي في 17 أغسطس 1838 في كاميلوس في الولايات المتحدة. انتخب عضو مجلس النواب الأمريكي ‏.